# De wenende olifant
De wenende olifant is het zesentwintigste verhaal uit de reeks Dag en Heidi.  Het werd in 1986 uitgegeven door de Standaard Uitgeverij als laatste album uit een reeks van zestien. Het was tevens het laatste Dag en Heidi-verhaal naar een scenario van Maria Dewinter.

## Personages
- Dag
- Heidi
- Sven
- Werner
- Frank
- Rajan
- Ben
- Erik
- Harold
- de ingenieur

## Verhaal
Kapitein Sven krijgt de opdracht van een rijke geldmagnaat naar het eiland Bacouda te reizen. Omdat diens zoon Harold samen met zijn vriend Erik jaren geleden naar het eiland is vertrokken, wil de vader weten wat er met hen gebeurd is en indien mogelijk weer terug naar huis te brengen. Sven neemt zijn pleegkinderen Dag en Heidi mee op de reis. Een van de matrozen Werner blijkt nogal vreemd te doen. Als de kinderen vragen of ze kunnen helpen, wijst hij hun hulp af. Ze hebben wel gemerkt dat hij een juweel heeft in de vorm van een olifant volledig bedekt met edelstenen.
Eens aangekomen in Bacouda, verspilt Werner geen tijd en gaat op eigen houtje aan land. Dag en Heidi samen met een andere matroos Frank besluiten hem te schaduwen. Ze kleden zich anders en maken hun huid donker om niet op te vallen. Werner knoopt een gesprek aan met een monnik. De monnik blijkt Erik te zijn, de vriend van Harold. Erik vertelt hem dat Harold zwaar ziek is. Werner die naar zijn kleine broer Ben op zoek is, komt er achter dat de jongen de gevangene is geworden van de volksstam. Het juweel van de olifant dat Werner aan Erik toont, blijkt een talisman te zijn. Elk van de stamleden heeft er zo eentje. De volksstam delft naar goud maar worden door een ingenieur uitgebuit. 
Werner verliest het olifantje hetgeen door Heidi wordt gevonden. Door een soort gehuil leidt het Heidi samen met Dag en Frank naar de volksstam. Ze worden er gevangen genomen. Ze vinden er Ben alsook Rajan die de eigenaar van het olifantje blijkt te zijn. Rajan is zo gelukkig om zijn talisman terug te hebben dat hij besluit om het gezelschap te helpen ontsnappen. Dit blijkt te lukken ondanks dat er andere leden van de stam en de ingenieur dit proberen te verhinderen. Met de hulp van Sven, Werner, Erik en enkele matrozen wordt de vijand verslagen. Werner en Ben worden weer verenigd, Harold en Erik kunnen weer naar huis en de slaven worden bevrijd van het juk van de ingenieur die een gepaste straf zal krijgen.